# Distrito Industrial (Manaus)
Distrito Industrial é um bairro do município brasileiro de Manaus, capital do estado do Amazonas. Localiza-se nas zonas Leste e Sul da cidade. De acordo com o censo do Instituto Brasileiro de Geografia e Estatística (IBGE), sua população era de 2 708 habitantes em 2010.
Abriga a maior parte das indústrias da Zona Franca de Manaus.